# 瀬川汽船
瀬川汽船（せがわきせん）は、長崎県西海市に本社のある海運会社である。佐世保市と西海市を連絡する定期航路を運航している。

## 概要
1972年（昭和47年）に設立され、同年4月1日から、それまで西海町（当時）が運営していた佐世保湾内の旅客船航路を引き継いで運航を開始した。当初は木造船と鋼船の2隻の旅客船を継承し、一日5往復の運航であった。
その後中古船の導入で木造船を淘汰した後、1984年（昭和59年）から小型船舶の快速船を導入、高速化と運航回数の増加を図りつつ合理化も進められ、寄港地は1976年（昭和51年）に高地、2018年（平成30年）に寄船、横瀬東がそれぞれ抜港となるなど、順次集約された。
2023年（令和5年）現在は佐世保 - 横瀬西（西海市）を主航路として、一日9～11往復を運航している。他に不定期航路として、米軍基地間、佐世保港内や西海橋のチャータークルーズ等も行っている。

## 航路
佐世保湾をほぼ南北に縦断する航路である。かつては過半の便が川内まで運航されていたが、現在は横瀬西発着にほぼ集約されている。
休日には朝と夜の一部の便が運休、1月1日は全便休航となる。
- 佐世保 - 横瀬西
距離10km、所要時間15分、一日9～10往復。
- 佐世保 - 横瀬西 - 小郡 - 畑下 - 川内（ - 佐世保）
距離19.6km、所要時間33分、一日2便（休日1便）。
朝便（休日運休）は佐世保→川内→畑下→小郡→横瀬西→佐世保、夕便は逆順での運航。

## 船舶
前述の通り、1984年以降は小型船舶の快速船・高速船に統一されている。
「せがわ（2代）」「さいかい」には上部に開放デッキが設置され、観光利用に配慮している。

### 運行中の船舶

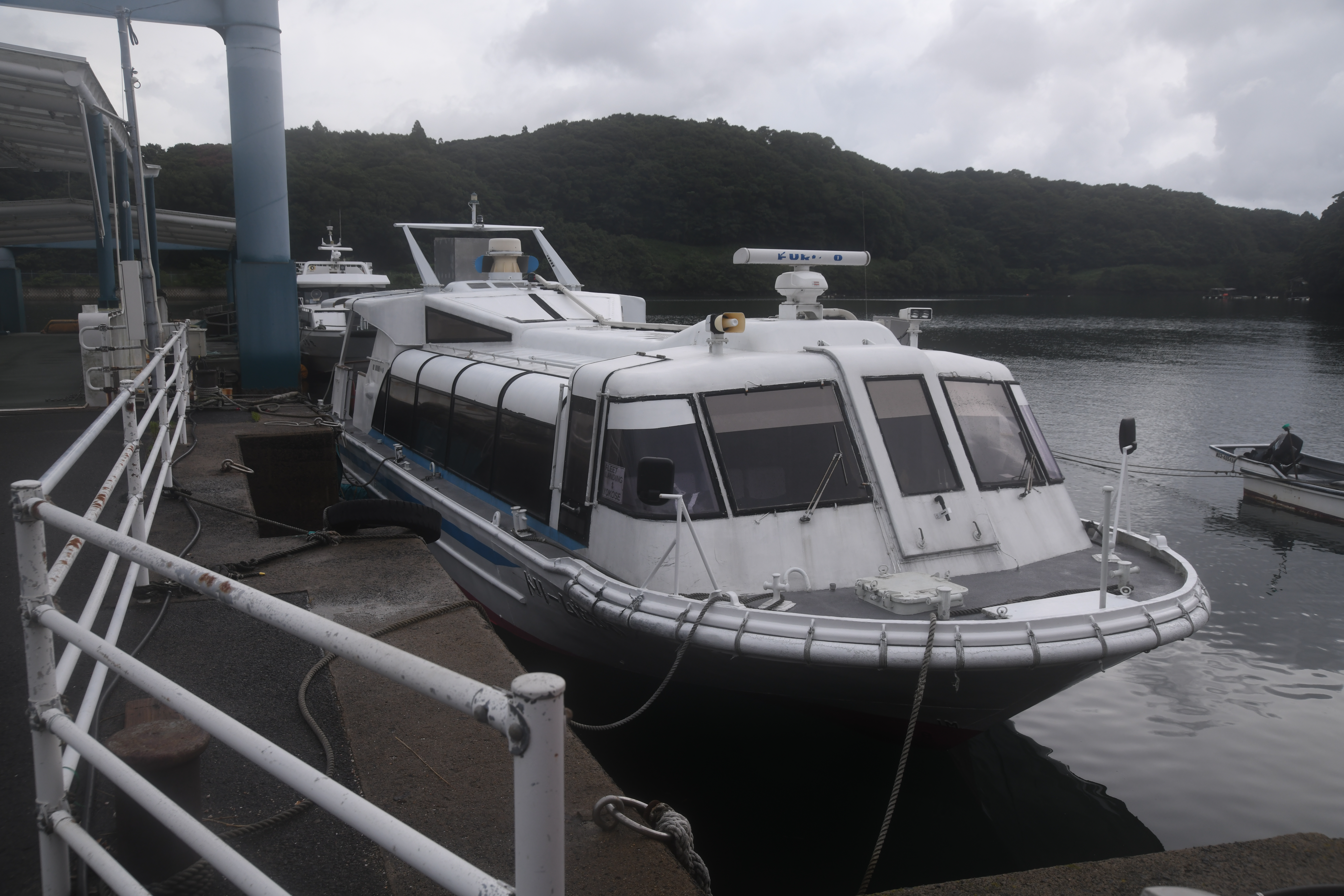
ドリームせがわ（横瀬西港）

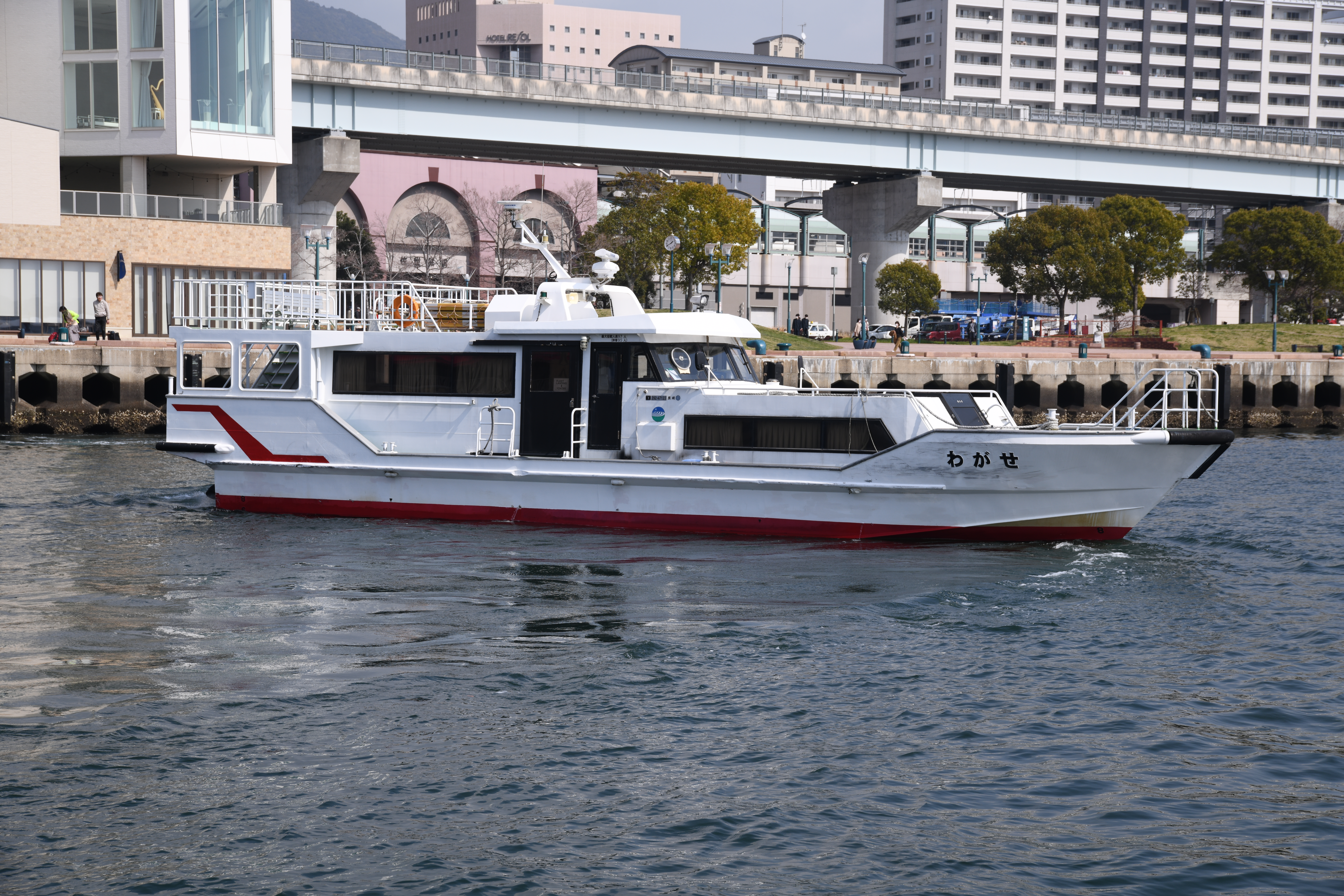
せがわ（2代）（佐世保港）

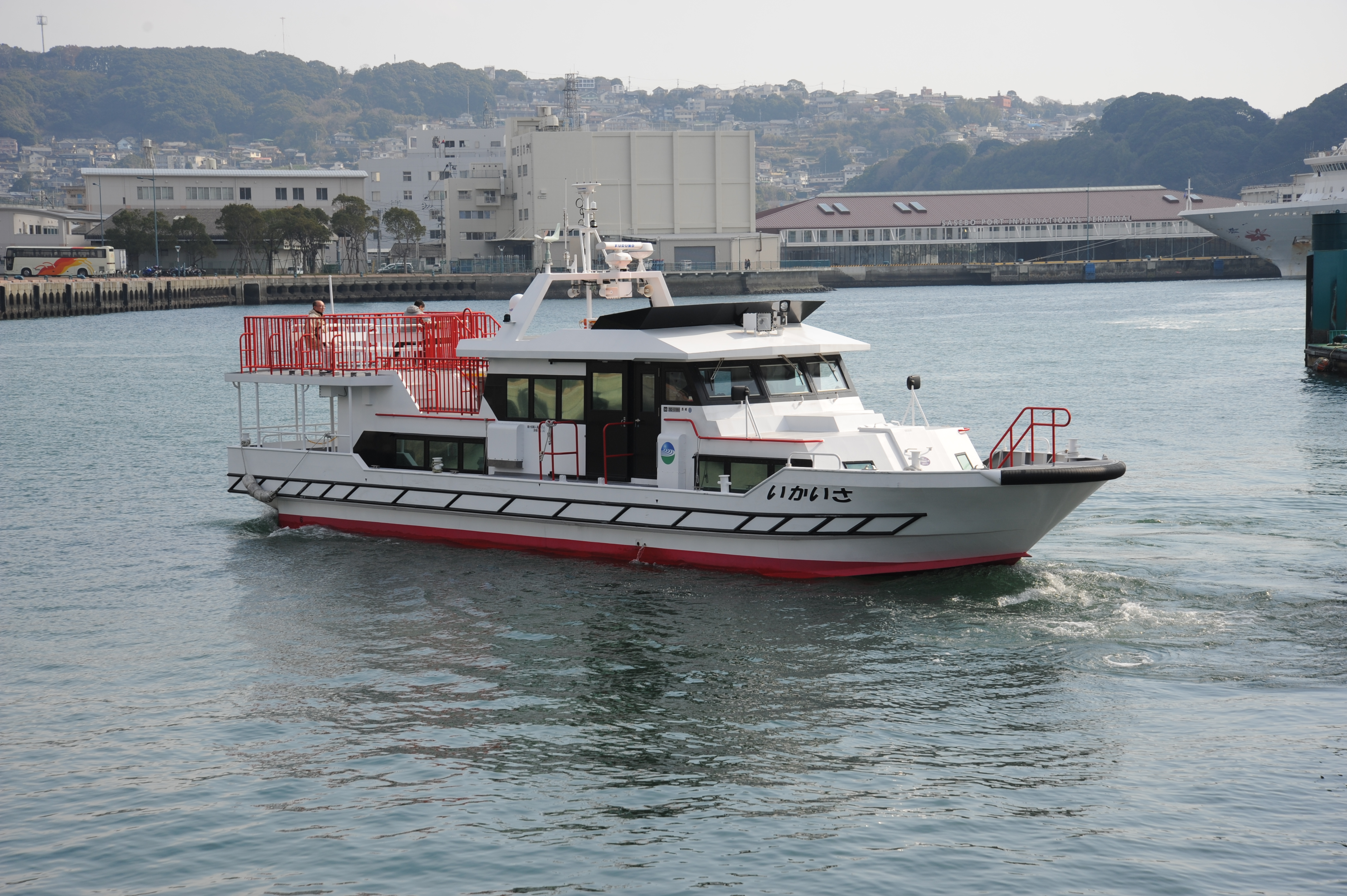
さいかい（佐世保港）

- ドリームせがわ
1988年建造、19総トン、航海速力20ノット、旅客定員94名。もと宮島松大汽船ブルーシャトル。
不定期航路で使用。
- せがわ（2代）
2004年10月1日就航、19総トン、航海速力23ノット、軽合金製、旅客定員95名。
- さいかい
2018年就航、19総トン、航海速力25ノット、軽合金製、旅客定員95名。

### 過去の船舶

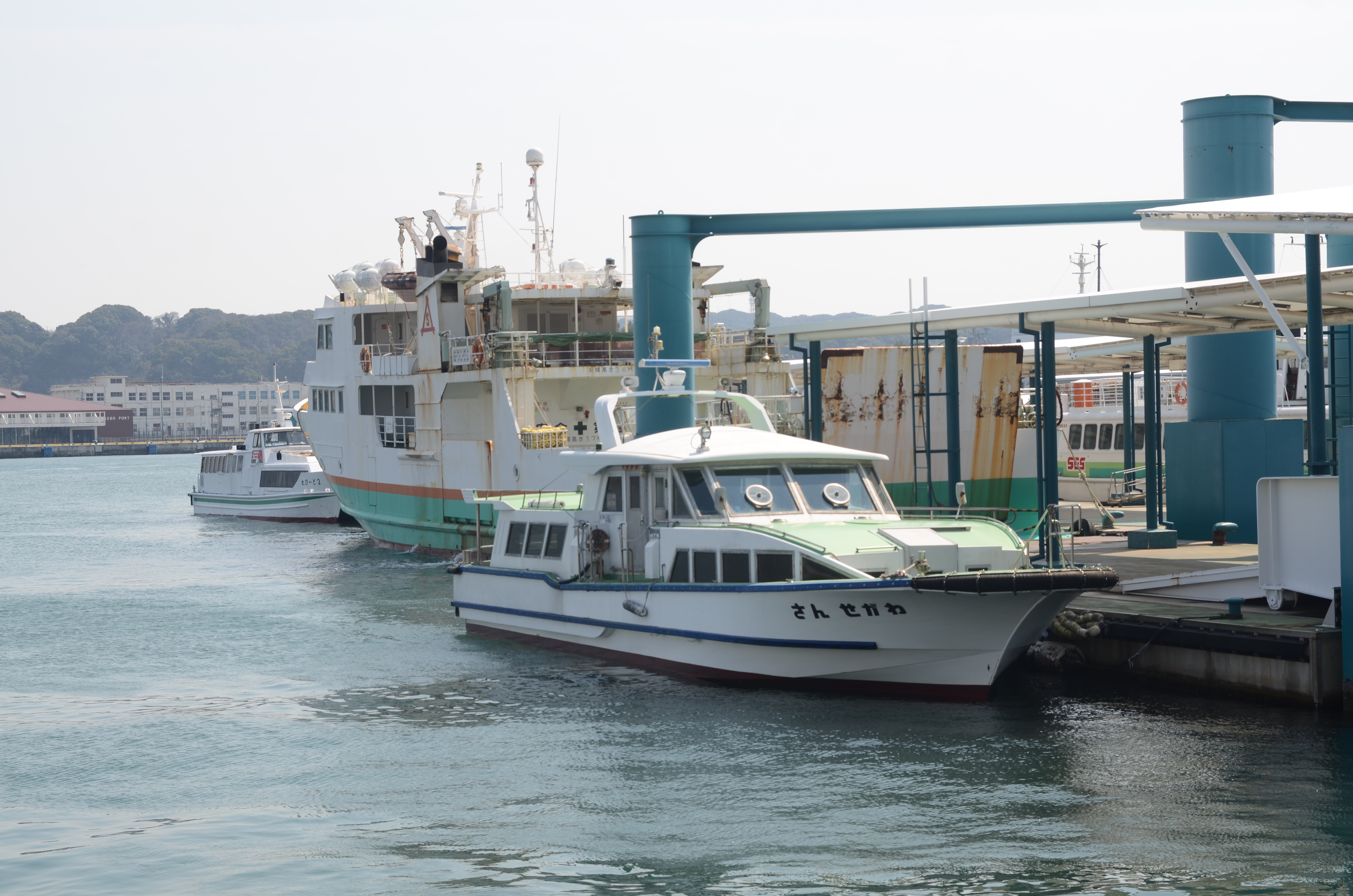
さん せがわ（佐世保港）

- 第八瀬川丸
49.6総トン、木造船、旅客定員130名。1976年9月売船。
西海町からの継承船。
- せがわ丸[6]
1970年4月竣工、前畑造船鉄工建造。鋼製、西海町からの継承船。
126.82総トン、全長27.83m、型幅5.60m、型深さ2.40m、ディーゼル1基、機関出力320ps、航海速力11.53ノット、旅客定員300名。
- 第二せがわ丸[7]
1965年5月竣工、1974年就航（買船）、長崎造船建造。もと県北海運「させぼまる」。
50.20総トン、登録長19.40m、型幅4.60m、型深さ1.70m、ディーゼル1基、機関出力180ps、旅客定員116名。
- 第三せがわ丸
1976年就航（買船）、98総トン、出力300ps、旅客定員197名。もと長崎汽船「はやぶさ丸」。
- ニューせがわ[8]
1984年4月竣工、深寿造船工業建造、FRP製。
16総トン、登録長11.95m、型幅4.04m、型深さ1.25m、ディーゼル1基、機関出力480ps、航海速力18ノット、旅客定員120名。
- せがわ（初代）
1985年就航、17総トン、航海速力18ノット、FRP製、旅客定員122名。
- さん せがわ[9]
1992年12月15日竣工、1993年1月18日就航、深寿造船工業建造。FRP製。船舶整備公団共有。
19総トン、全長16.6m、幅4.2m、深さ1.2m、ディーゼル2基2軸、機関出力780ps、航海速力20.8ノット、旅客定員100名。
- ウイングせがわ
1996年7月就航、19総トン、航海速力25ノット、FRP製、旅客定員98名。2004年9月売船。